# Indischer Elefant
Der Indische Elefant (Elephas maximus indicus) ist einer von drei Unterarten des Asiatischen Elefanten. Er ist auf dem asiatischen Kontinent heimisch. Seit 1986 wird Elephas maximus von der IUCN als stark gefährdet eingestuft, weil sich die Population über die letzten drei Generationen um mindestens 50 % verringert hat. Asiatische Elefanten sind durch Verschlechterung, Fragmentierung oder Verlust ihres Lebensraumes bedroht.

## Merkmale
Im Allgemeinen sind Asiatische Elefanten kleiner als ihre afrikanischen Verwandten und der Kopf ist ihr höchster Punkt. Die Spitze ihres Rüssels hat einen fingerähnlichen Fortsatz. Ihr Rücken kann gewölbt, aber auch gerade sein. Indische Elefanten erreichen eine Schulterhöhe zwischen 2 und 3,5 m, sind zwischen 2000 und 5000 kg schwer und haben 19 Rippenpaare. Ihre Hautfarbe ist heller als die der Sri-Lanka-Elefanten mit kleineren Flecken der Depigmentierung, aber sie sind dunkler als die Sumatra-Elefanten. Weibchen sind normalerweise kleiner als Männchen und haben nur kleine oder gar keine Stoßzähne.
Der größte bekannte Indische Elefant hatte eine Schulterhöhe von 3,43 m. Im Jahre 1985 wurden im Bardia-Nationalpark zum ersten Mal zwei große Elefantenbullen gesichtet, welche Raja Gaj und Kanchha genannt wurden. Sie durchstreiften das Parkgebiet zusammen und besuchten gelegentlich auch Weibchen. Raja Gaj hatte eine Schulterhöhe von 3,4 m und war äußerst schwer. Seine Gestalt wurde aufgrund seines zweifach gewölbten Kopfes mit der eines Mammuts verglichen. 
Im Vergleich zu Afrikanischen Elefanten haben die Indischen Elefanten kleinere Ohren, aber verhältnismäßig einen breiteren Schädel und einen längeren Rüssel. Die Zehen sind groß und weit. Im Gegensatz zum Afrikanischen Elefanten ist ihr Abdomen proportional zu ihrem Körpergewicht; Afrikanische Elefanten haben hingegen ein großes Abdomen im Vergleich zu ihrem Schädel.

## Verbreitung und Lebensraum

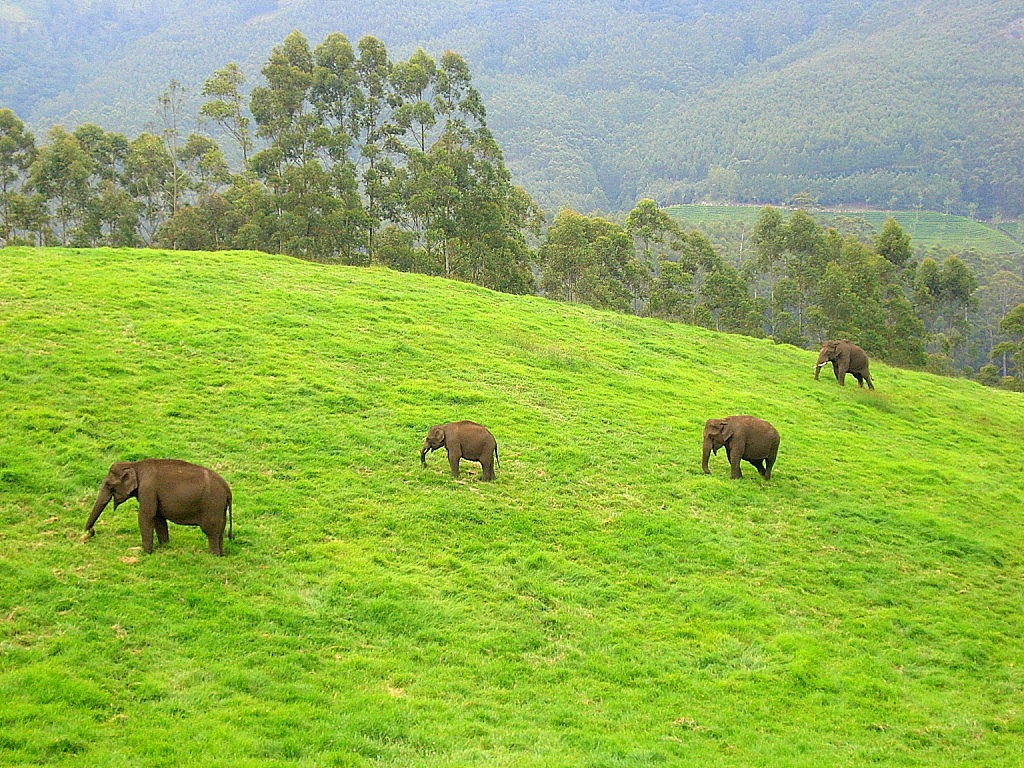
Wilde Elefanten in Munnar, Kerala

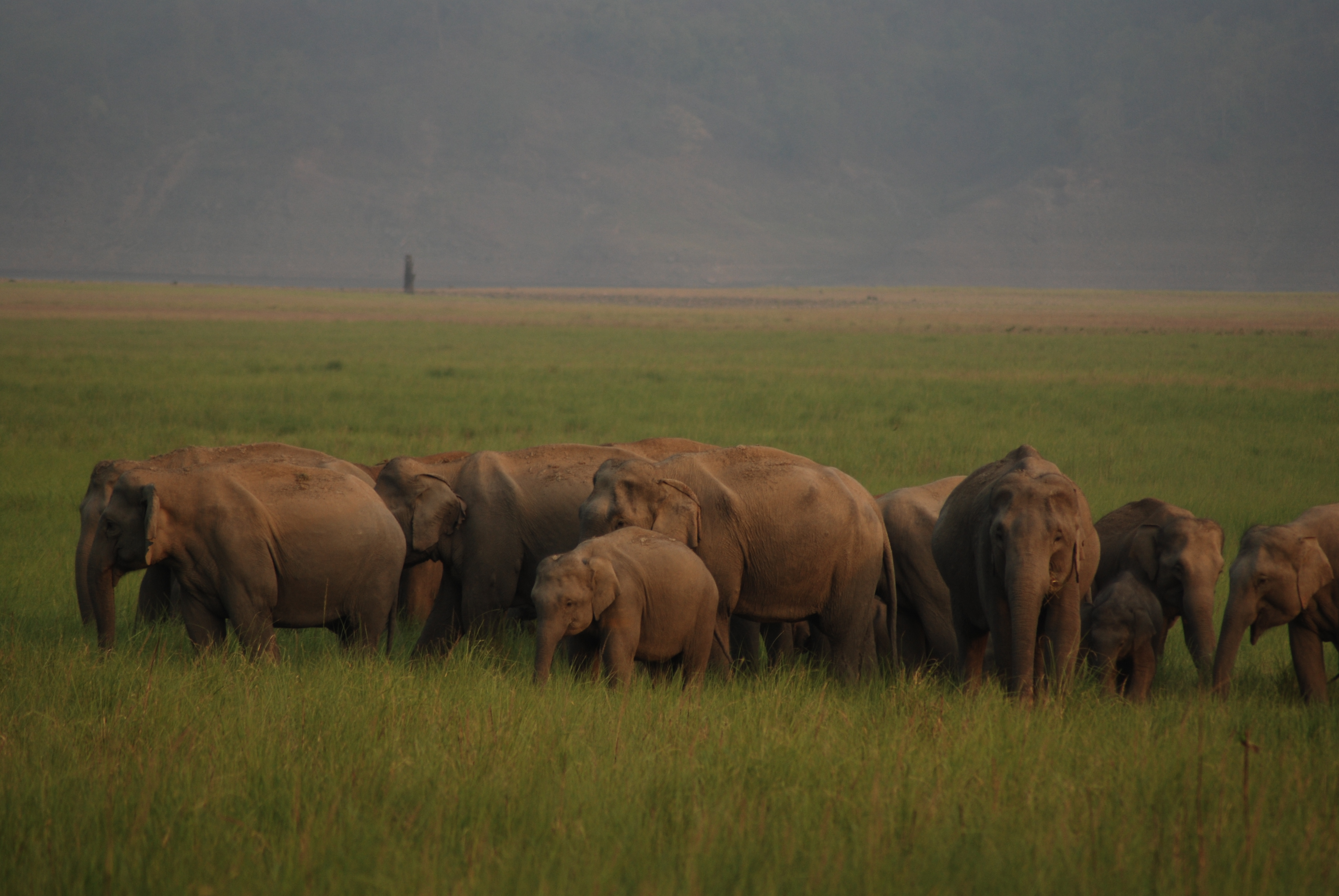
Elefantenherde im Corbett-Nationalpark

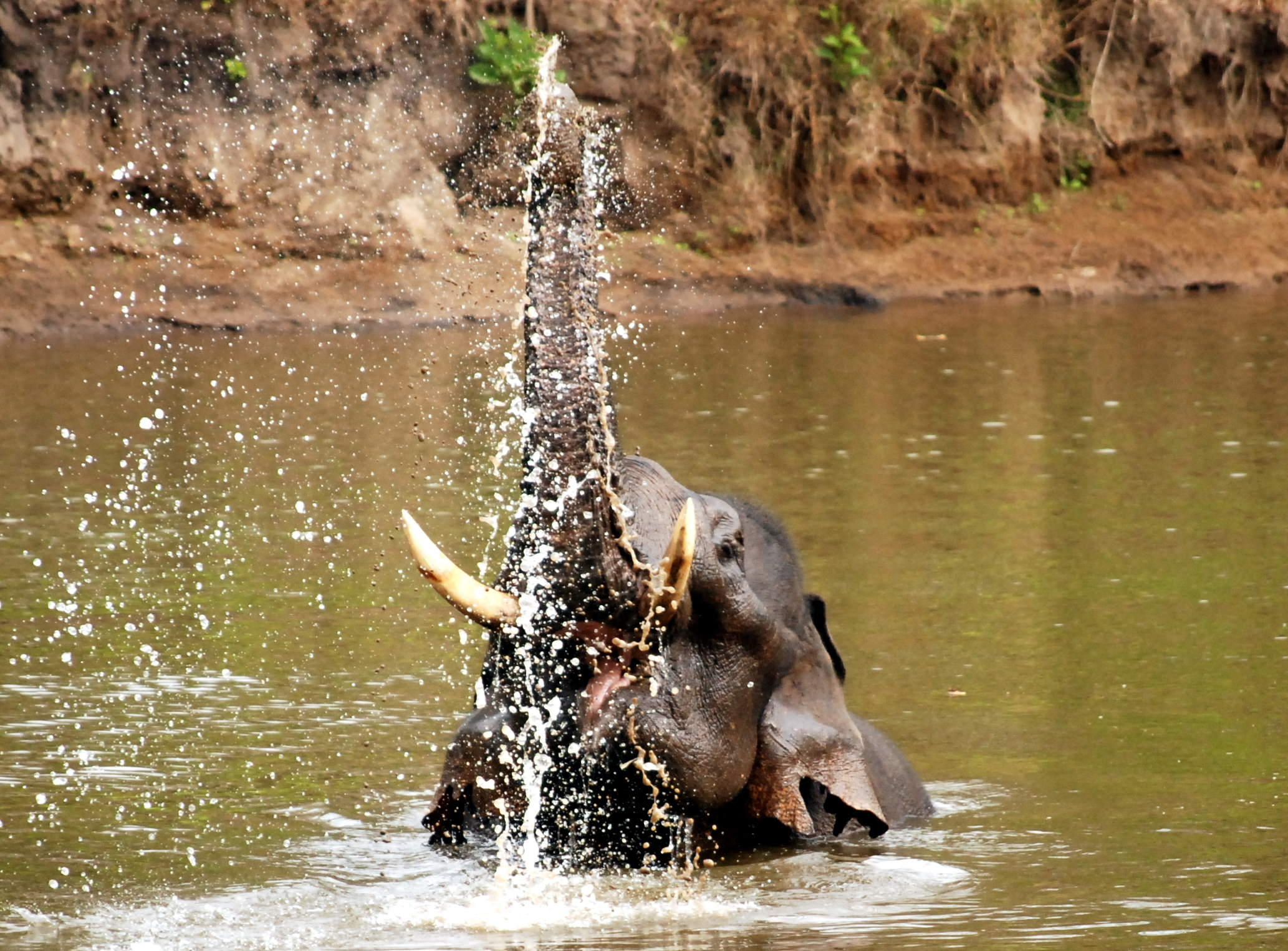
Elefant beim Baden im Nagarhole-Nationalpark

Indische Elefanten sind einheimisch auf dem Kontinent Asien: Indien, Nepal, Bangladesch, Bhutan, Myanmar, Thailand, Malaiische Halbinsel, Laos, China, Kambodscha und Vietnam. Sie bewohnen Grasland, trockene sommergrüne, feuchte sommergrüne, immergrüne und halbimmergrüne Wälder. In den frühen 1990er-Jahren war ihre geschätzte Populationsgröße:
- 27.785–31.368 in Indien[6], wo die Population auf vier allgemeine Gebiete begrenzt ist:
  - Im Nordwesten – am Fuße des Himalayas in Uttarakhand und Uttar Pradesh, vom Katarniaghat Naturschutzgebiet zum Yamuna-Fluss
  - Im Nordosten – von der östlichen Grenze Nepals im nördlichen Westbengalen durch das westliche Assam entlang des Himalaya-Vorgebirges bis zu den Mishmi Hills, sich ausdehnend ins östliche Arunachal Pradesh, das Flachland des oberen Assams und den Vorgebirgen von Nagaland, zu den Garo Hills von Meghalaya über die Khasi Hills, von Teilen des unteren Brahmaputra Flachlandes und Karbi Plateau; isolierte Herden erscheinen in Tripura, Mizoram, Manipur und im Barak-Tal-Distrikt von Assam
  - Im zentralen Teil – in Orissa, Jharkhand und im südlichen Teil von Westbengalen, mit einigen Tieren, die nach Chhattisgarh wandern
  - Im Süden – acht Populationen sind getrennt voneinander; eine im nördlichen Karnataka, eine an der Grenze von Karnataka-Westghats, eine in Bhadra-Malnad, eine in Brahmagiri-Nilgiris-Ostghats, eine in Nilambur-Silent-Valley-Coimbatore, eine in Anamalai-Parambikulam, eine in Periyar-Srivilliputhur und eine in Agasthya Malai
- 100–125 in Nepal, wo ihr Verbreitungsgebiet beschränkt ist auf wenige geschützte Gebiete in Terai entlang der Grenze zu Indien. Schätzungen im Jahre 2002 reichten von 106 zu 172 sesshaften und wandernden Elefanten, wobei sich die meisten im Bardia-Nationalpark befinden[7]
- 150–250 in Bangladesch, wo nur isolierte Populationen in Chittagong Hills überleben
- 250–500 in Bhutan, wo ihr Verbreitungsgebiet auf geschützte Gebiete im Süden entlang der Grenze zu Indien beschränkt ist
- 4.000–5.000 in Myanmar, wo die Populationen sehr zerstreut leben und in den nördlichen und westlichen Berggebieten vorkommen, in Pegu-Joma im zentralen Myanmar, Tenasserim und Shan-Staat
- 2.500–3.200 in Thailand, vor allem im Gebirge entlang der Grenze zu Myanmar, mit weniger verteilten Populationen auf der Halbinsel im Süden
- 2.100–3.100 in Malaysia
- 500–1.000 in Laos, wo sie weit, aber unregelmäßig in bewaldeten Gebieten verbreitet sind, im Hoch- und Tiefland
- 200–250 in China, wo sie nur in den Präfekturen Xishuangbanna, Simao und Lincang im südlichen Yunnan überleben
- 250–600 in Kambodscha, wo sie vor allem Gebirge des Südwestens und in Mondulkiri und Ratanakiri bewohnen
- 70–150 in den südlichen Teilen von Vietnam

## Ökologie und Verhalten

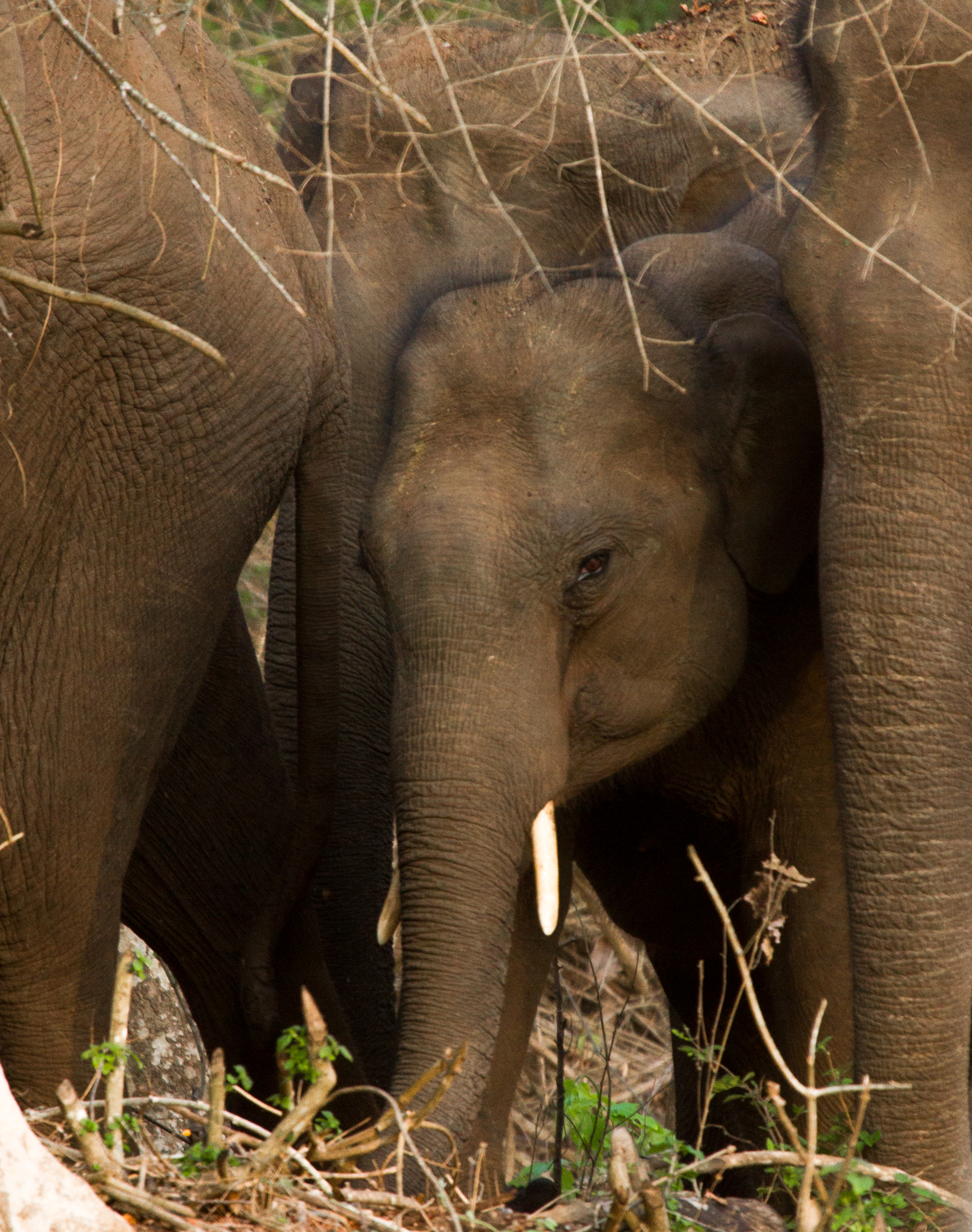
Wilde Indische Elefanten

Elefanten werden als Riesenpflanzenfresser bezeichnet und fressen bis zu 150 kg Pflanzen pro Tag. Auf einem Studiengebiet von 1130 km² in Südindien wurde erfasst, dass Elefanten 112 verschiedene Pflanzenspezies fraßen, am häufigsten aus den Ordnungen der Malvenartigen, Hülsenfrüchtler, Palmengewächse, Sauergrasgewächse und der Familie der Süßgräser. Die Menge der Gräser variiert mit den Jahreszeiten. Im April, wenn das Gras noch niedrig ist, entfernen die Elefanten die zarten Blätter in kleinen Gebüschen. Später, wenn das Gras höher als 0,5 m ist, entwurzeln sie das gesamte Gebüsch, stauben es geschickt ab, fressen die frischen Blattspitzen und werfen die Wurzeln weg. Wenn die Gräser im Herbst reif sind, säubern und fressen sie den sukkulenten Teil mit den Wurzeln und werfen die faserigen Blätter weg. Vom Bambus fressen sie die Setzlinge, Halme und Seitentriebe. Während der Trockenzeit von Januar bis April grasen sie Blätter und Zweige, wobei sie frische Blätter bevorzugen, und fressen dornentragende Triebe der Gattung Acacia ohne offensichtliches Unwohlsein. Sie ernähren sich von der Rinde des Weißdorns und anderen blühenden Pflanzen und fressen die Früchte des sogenannten Elefantenapfels, von Tamarindenbaum, Kumbhi und der Dattelpalme.
In Nepals Bardia-Nationalpark fressen Elefanten vor allem während des Monsuns große Mengen von Saccharum spontaneum, einer Wildgrasart. Im kalten Teil der trockenen Zeit nimmt Rinde den Hauptteil ihrer Ernährung ein. Während einer Studie in einem feucht-tropischen, gemischten Laubwaldareal von 160 km² in Assam wurde beobachtet, dass die Elefanten um die 20 Arten von Gräsern, Pflanzen und Bäumen fraßen. Gräser wie Silberhaargras und Leersia hexandra, ein Sumpfgras, bilden bei weitem die bedeutendste Komponente ihrer Ernährung.
Die Bewegung und die Muster des Lebensraumgebrauchs einer Elefantenpopulation wurden in Südindien zwischen 1981 und 1983 auf einem Gebiet von 1130 km² studiert. Die Vegetationstypen dieses Gebietes umfassen trockenen Dornwald auf 250 bis 400 m Höhe, Laubwald auf 400 bis 1400 m Höhe und verkümmerten immergrünen Wald und Grasland auf 1400 bis 1800 m Höhe. Fünf Elefantensippen, jeweils aus 50 bis 200 Individuen bestehend, hatten je ein Gebiet zwischen 105 und 320 km², welche sich überlappten. Sie bevorzugten Lebensräume, in welchen Wasser zur Verfügung stand und die Futterpflanzen genießbar waren. Während der trockenen Monate von Januar bis April versammelten sie sich bei einer hohen Dichte von bis zu fünf Individuen pro Quadratkilometer im Flusstal, wo die Pflanzen einen viel höheren Proteingehalt haben als das hohe Gras an Bergabhängen. Mit Beginn des Regens im Mai verteilten sie sich über ein weiteres Gebiet, größtenteils in Wälder mit hohem Gras, bei niedrigerer Dichte, um frisches Gras zu fressen, welches dann einen höheren Proteingehalt hat. Während der zweiten nassen Zeit von September bis Dezember, wenn die hohen Gräser faserig werden, zogen sie in niedrigere Erhebungen von Kurzgras-Wäldern. Das normale Bewegungsmuster könnte durch ungünstige Umweltbedingungen im Laufe der Zeit aus dem Gleichgewicht gebracht worden sein. Jedoch änderte sich das Bewegungsmuster der Elefanten in dieser Region über das letzte Jahrhundert nicht wesentlich, was man aus dokumentierten Beschreibungen aus dem 19. Jahrhundert folgern kann.
Im Nilgiri Biosphere Reservoir hatten drei Elefanten zu Beginn der 1990er Jahre einen Lebensraum von 562 km², 670 km² und 799 km². Während der dreijährigen Untersuchung überlappten ihre jährlichen Lebensräume weitgehend mit nur kleinen Wechseln der Lebensräume im Laufe der Jahre.

## Bedrohung

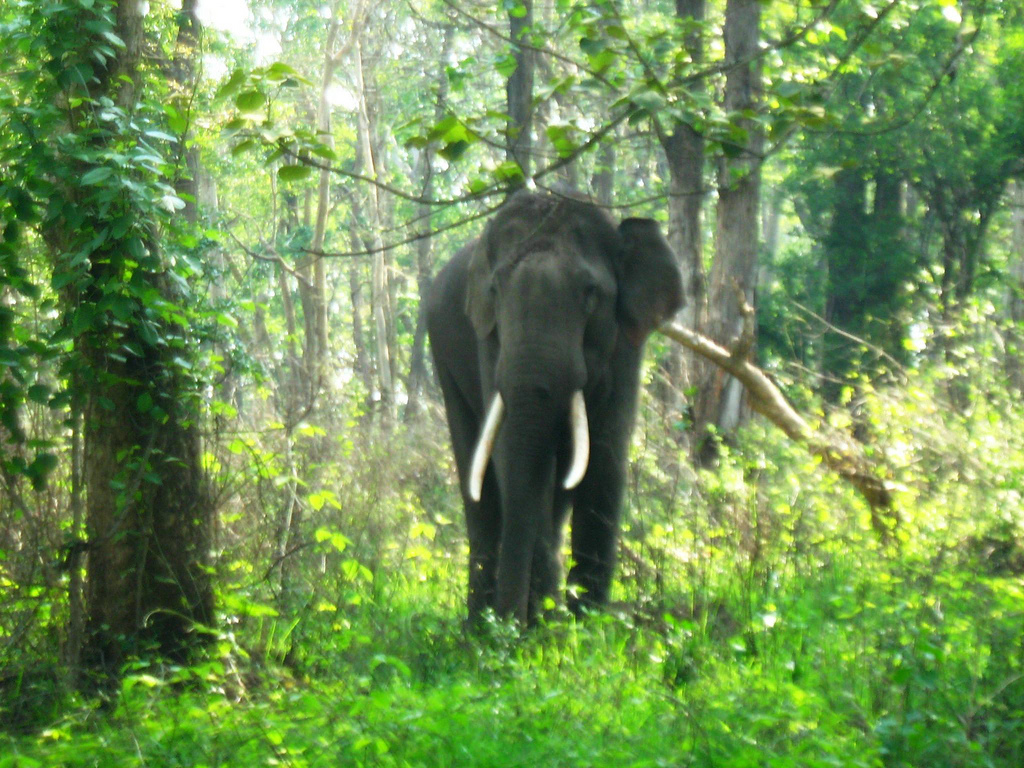
Der wesentliche Lebensraum besteht aus bewaldetem Areal.

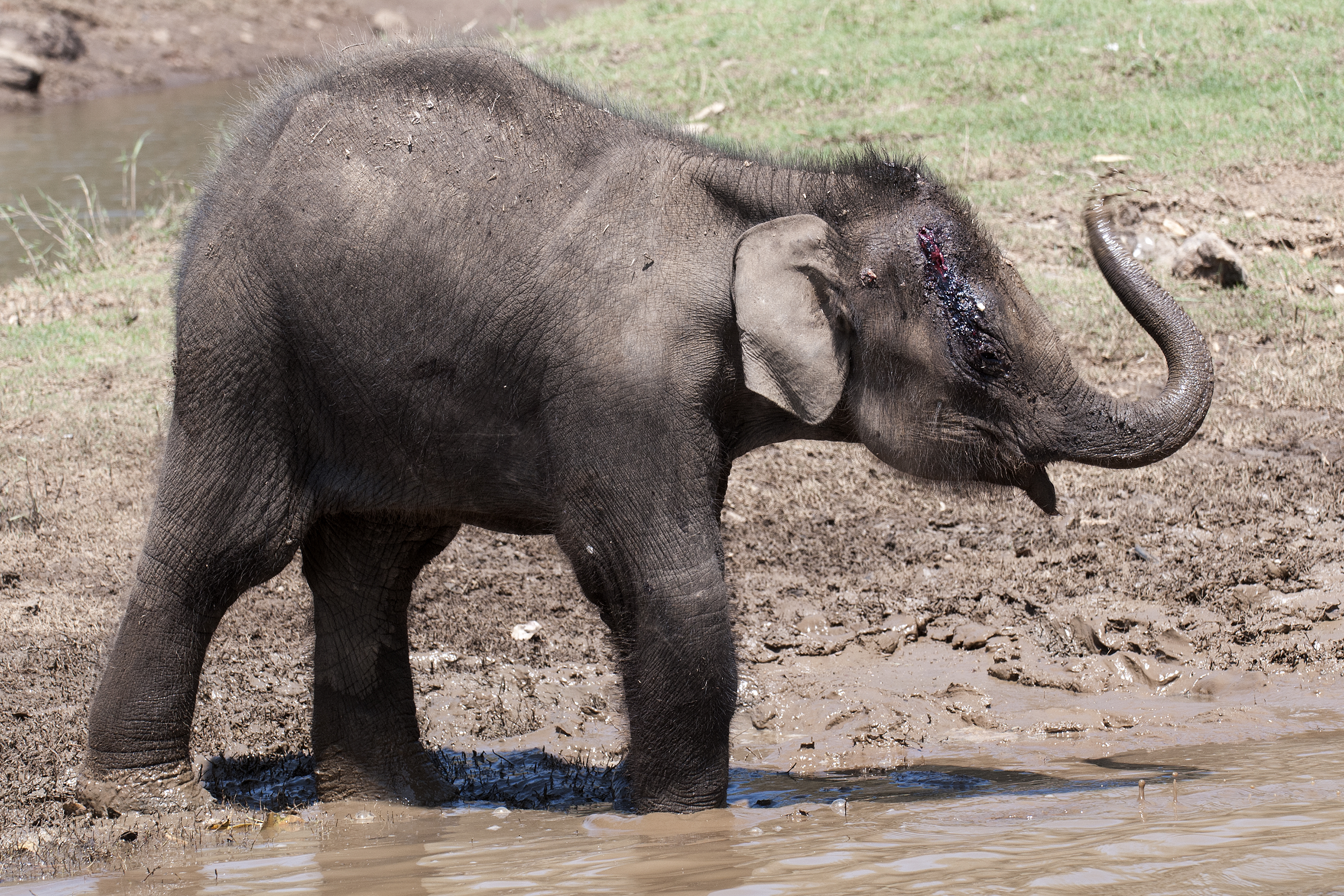
Ein Kalb im Nagarhole-Nationalpark mit Wunde am Kopf, was auf den möglichen Angriff eines Leoparden oder Tigers hindeutet

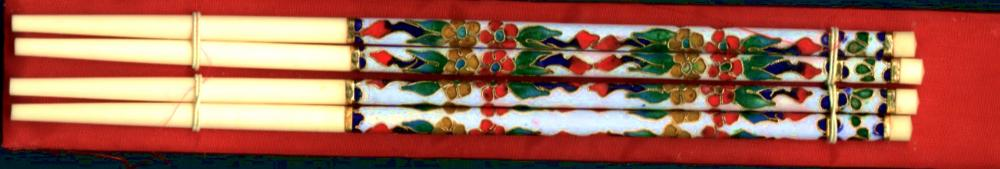
Elfenbein-Essstäbchen

Die größte Bedrohung des Asiatischen Elefanten sind heute Verlust, Verschlechterung und Fragmentierung des Lebensraumes, welche von der sich ausweitenden Besiedlung durch Menschen verursacht werden; dies führt wiederum zu Konflikten zwischen Mensch und Elefant, wenn die Elefanten Felder abfressen oder zertrampeln. Der Verlust von geeignetem Lebensraum für die Elefanten schreitet fort; ihre Bewegungsfreiheit ist durch Staudämme und Stauseen, zahlreiche Plantagen, Straßen, Eisenbahnstrecken, Bergbau und den Ausbau der Industrie eingeschränkt. Elefantenkälber haben zudem natürliche Fressfeinde.
In einigen Teilen Asiens ist Wilderei von Elefanten wegen des Elfenbeins eine ernste Bedrohung. Wilderei wegen Stoßzähnen beeinflusst das Geschlechterverhältnis zugunsten der Weibchen; dadurch wird die genetische Variation reduziert und das Fortpflanzungsvermögen und Anwerben geht zurück. Die Wilderei hat das Geschlechterverhältnis im Periyar-Nationalpark stark verzerrt: Das Geschlechterverhältnis (Männchen:Weibchen) änderte sich zwischen 1969 und 1989 von 1:6 zu 1:122.
Häufige Konflikte zwischen Menschen und Elefanten und Eisenbahnunfälle mit tödlichem Ausgang für Elefanten führten zu Rückschlägen beim Elefantenschutz im nördlichen Westbengalen. Die Bahnstrecke zwischen Siliguri und Alipurduar durchquert auf einer Länge von 74 km mehrere Waldbereiche. Jeden Tag fahren 20 Züge mit hoher Geschwindigkeit auf dieser Strecke. Elefanten, welche vom einen zum anderen Waldabschnitt ziehen, rennen gegen einen Zug und sterben. Zwischen 1958 und 2008 wurden im Ganzen 39 tote Elefanten gezählt; zehn davon starben zwischen 2004 und 2008.
In Bangladesch nehmen die Waldbestände, der wesentliche Lebensraum der Elefanten, drastisch ab. Dies hat einen starken Einfluss auf die wilde Elefantenpopulation. Der Verlust und die Fragmentierung des Lebensraumes wird der steigenden menschlichen Bevölkerung und dem Bedarf an Brenn- und Nutzholz zugeschrieben. Illegaler Holzeinschlag spielt eine bedeutende Rolle für die Abholzung und die Lebensraumdegradation. Infolge des schrumpfenden Lebensraumes kam es mehr und mehr zu direkten Konfrontationen zwischen Elefanten und Menschen.
In Myanmar ist die Nachfrage nach Elefanten-Elfenbein zur Herstellung von Souvenirs höher als je zuvor. Die Militärregierung zeigt wenig Interesse, den Elfenbeinhandel zu reduzieren. Nach dem weltweiten Elfenbeinverbot schoss der Preis für rohes Elfenbein im Land von 76 $ pro Kilo für einen großen Stoßzahn im Jahre 1989/1990 auf über 200 $ pro Kilo in der Mitte der 1990er Jahre. Ausländische Touristen sind verantwortlich für den massiven Anstieg des Preises für Elfenbein-Stoßzähne, was das illegale Töten von Elefanten anheizt. Es gibt auch einen beträchtlichen Handel für Elfenbein-Essstäbchen und Schnitzereien, welche von Händlern von Myanmar nach China geschmuggelt werden.
Junge, wild-geborene Elefanten werden in Myanmar illegal gefangen und von ihren Müttern getrennt, um sie dann in Thailands Touristenindustrie zu gebrauchen. Die Mütter werden dabei oft getötet und die Kälber einem risikoreichen „Zähmungs“-prozess ausgesetzt, welcher beinhaltet, dass sie angebunden, eingesperrt, ausgehungert, geschlagen und gefoltert werden. Dieser traditionelle, brutale Prozess des „Brechens“ von Elefanten wird auch Phajaan genannt und ist keineswegs auf Myanmar und Thailand beschränkt. Bei einem brutal durchgezogenen Phajaan gibt es hohe Sterblichkeitsraten. Die Kälber werden später manchmal an die Seite von nicht verwandten Kühen gestellt, die als Ersatzmutter dienen, aber das Baby meistens nicht säugen können – dies kann schwere gesundheitliche Langzeitfolgen für den betreffenden Elefanten haben (besonders Knochen- und Gelenkprobleme).

## Parasiten
Die wichtigsten Darmparasiten sind Strongyliden der Gattungen Quilonia und Murshidia sowie der artspezifische Hakenwurm Bathmostomum sangeri.

## Schutz

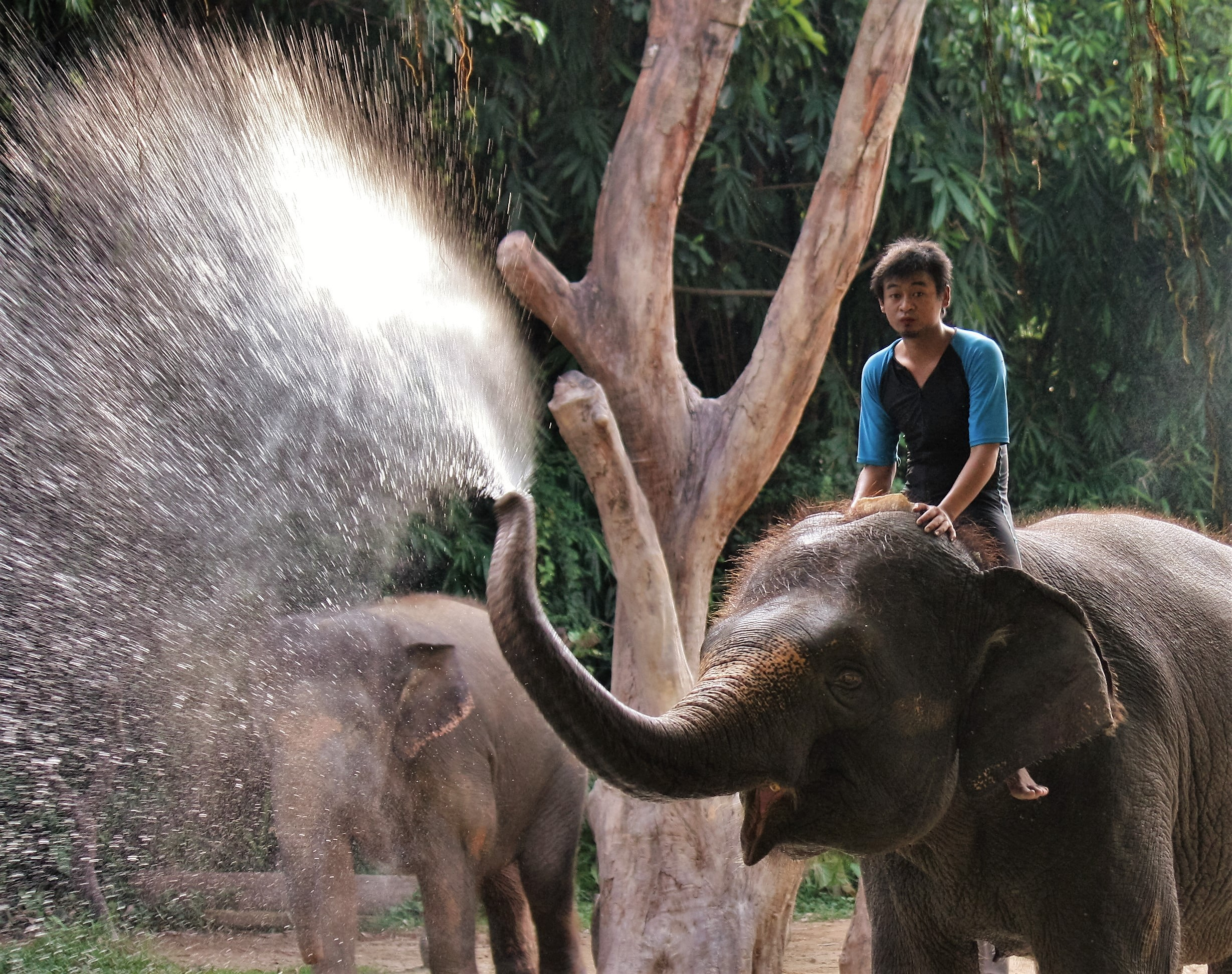
Indischer Elefant im Zoo

Elephas maximus ist aufgelistet in CITES (Washingtoner Artenschutzübereinkommen) Anhang I. Das Projekt Elefant wurde im Jahre 1992 vom Umwelt- und Waldministerium der indischen Regierung gestartet, um finanzielle und technische Unterstützung des Wildtiermanagements für ihre frei herumlaufenden Populationen der wilden Asiatischen Elefanten bereitzustellen. Das Projekt beabsichtigt das Langzeitüberleben von lebensfähigen, auf Schutz angewiesene Populationen von Elefanten in ihrem natürlichen Lebensraum zu sichern, indem die Elefanten, ihr Lebensraum und ihre Migrationskorridore geschützt werden. Andere Ziele des Projektes Elefant sind die Forschung der Ökologie und der Organisation der Elefanten zu unterstützen, ein Schutzbewusstsein der lokalen Bevölkerung zu bilden und eine verbesserte tierärztliche Versorgung für gefangene Elefanten bereitzustellen.

## Tempelelefanten
In Indien und anderen asiatischen Ländern wie Sri Lanka oder Thailand spielen Elefanten nicht nur allgemein in der Kultur eine große Rolle, sie gelten auch als heilig. Daher halten bedeutende Tempel in Südindien und Sri Lanka bis heute (Stand 2024) eigene Tempelelefanten, die unter anderem Gläubigen Segen spenden, sowie an Ritualen, Prozessionen und religiösen Festivals teilnehmen.